# 春药
春藥（英語：aphrodisiac），又稱媚藥，是据称能夠增強性慾、性吸引力、性快感和改善性行為的物質，包括各種植物、食品和合成化學物質。
春藥可以是天然的，其中包括植物和非植物物質，如大麻和可卡因等。合成春藥包括摇头丸和甲基苯丙胺等。春藥也可按作用（即心理或生理作用）分類。如蟾毒色胺等可致幻春藥影響心理，增強性欲和性快感；另一些春藥可影響生理功能以達增強性欲的效果，比如，育亨宾可以放鬆平滑肌，改變激素水平和促進血流。然而，春藥的效果可能生於使用者「相信」其成效而已，而非物質本身（見安慰劑效應）；而另外有些春藥的效能則來自交感巫術的原理。
雖然不同性別的人都可以使用春藥，但春藥通常更適用於男性，因為它大部分時候針對提高睾丸激素水平，非雌激素水平。歷史上，春藥的研發較注重於男性，研發方向直到最近才開始注重女性性功能。性文化也間接導致男女性研究失衡的情況。

## 歷史
在中國、印度、埃及、羅馬和希臘等古文明，已有記載能夠提高性慾和性需求的物質。這些物質極為重要，因為有陽痿的男士未能交配，而不能使其妻子懷孕和領導大家庭的男士在社會中均被視為失敗者。沒有陽痿的男士也希望可以提升其性功能。

## 主要分類
- 催淫劑：提高性欲望的藥物，主要治療男性精力衰退或女性的機能減退性欲障礙（英语：Hypoactive sexual desire disorder）。
- 勃起機能改善藥：如育亨賓這類可令性器官維持充血而勃起的藥物。
- 刺激性物質：斑蝥素（芫菁）等，透過口服或注射以刺激尿道的藥物，過量攝取具有毒性。
- 性荷尔蒙：雄激素、雌激素等類固醇賀爾蒙，可促進性器官發育。
- 民間傳承藥：中藥、生藥等，民間人士依口傳或經驗法則認定其效用。

## 常見春藥
- 南非醉茄：又稱印度人蔘，內含生物鹼、甾類內酯、醉茄內酯和鐵。
- 燕麥（Avena-Sativa/Oat Extract）
- 達米阿那：墨西哥和中北美獨有的綠色矮樹，aphrodisiaca（催情劑），Incan Goddess酒的原料。
- 銀杏：從銀杏葉、種子萃取。
- 印加蠻哥：產於南美洲秘魯安地斯山區。
- 牡蠣（生蠔）：自古以來的壯陽良藥。
- 卡瓦根：原產於南太平洋熱帶島嶼。
- 酪梨：在阿茲特克語中，為睪丸指稱。
- 沙苑蒺藜：補腎固精，養肝明目。
- 鎖陽：經濟實惠的壯陽劑。
- 肉蓯蓉：補腎壯陽、補益精血、潤腸通便。
- 三枝九葉草（淫羊藿）：含育亨賓素，古時候有人以為公羊是吃了淫羊藿才可一次交配百隻母羊，於是誇稱淫羊藿的補陽功效。事實上野生山羊的身體結構特殊，皮下脂肪幾乎只存於脊椎與腎臟周圍，以利覓食與繁殖，而相較於畜養羊的覓食容易，野生山羊長期活動量大，性能力本來就較畜養的強，一如人類勞動人士比文弱書生強壯。[6]
- 鹿尾羓
- 蛇床子：凍介久，使陰莖海棉體擴張充血持續30分鐘，治婦人陰癢白帶、滴蟲性陰道炎。
- 東哥阿里（Eurycoma Longifolia Jack）：綠色天然藥材，野生灌木植物，生長在東南亞靠近赤道附近原始热带雨林中潮湿砂质土壤里，越南語中又被稱為“治百病的樹”、馬來西亞國寶。
- 鴨仔蛋
- 雞子（有爭議）
- 牛鞭（有爭議）
- 膃朒臍（宋朝，海狗腎）
- 西瓜（據說古埃及法老王是靠這個天然的春藥）
- 冬蟲夏草
- 靈芝

### 西醫生化藥物
- 精氨酸：L-Arginine，女用威而柔原料。
- 前列腺素E1：血管擴張劑。
- 育亨賓：從非洲育亨賓樹上取得、淫羊藿亦含有育亨賓素。
- 西地那非（威而鋼）：第五型磷酸二酯酶抑制劑
- "衛達"剛力士（西地那非 成分）：第五型磷酸二酯酶抑制劑。[7]
- 丁螺環酮

### 引用
1. 1 2 3 4 5 6 7 8  Melnyk, John P.; Marcone, Massimo F. . Food Research International. May 2011, 44 (4): 840–850. doi:10.1016/j.foodres.2011.02.043.
2. 1 2  Lehmiller, Justin J.  Second. Hoboken, NJ. 12 October 2017. ISBN 9781119164708. OCLC 992580729.
3. 1 2 3  Sandroni, Paola. . Clinical Autonomic Research. October 2001, 11 (5): 303–307. ISSN 0959-9851. PMID 11758796. S2CID 32348540. doi:10.1007/bf02332975.
4. 1 2 3 4 5 6  Bella, Anthony J; Shamloul, Rany. . Phytotherapy Research. June 2014, 28 (6): 831–835. PMID 25032254. S2CID 29716079. doi:10.1002/ptr.5074.
5. 1 2 3 4  Shamloul, Rany. . The Journal of Sexual Medicine. January 2010, 7 (1): 39–49. PMID 19796015. doi:10.1111/j.1743-6109.2009.01521.x.
6. ↑  李家雄. . 書泉. 2000: 頁30. 《素女經》的“虎步”……可鍛鍊腹後壁的肌肉群，比吃淫羊藿與鹿茸效果要更好。
7. ↑  衛部藥製字第058195號,""衛達"剛力士膜衣錠100毫克(Supergra F.C. Tablets 100mg "Weidar")" （页面存档备份，存于）,台灣台中市,1605609200 衛達化學製藥股份有限公司,發證日期:103/01/24.

### 書目
- 张仲澜（Joland Chang）：《阴阳之道——古代中国人寻求激情的方法》
- Gabriele Froböse, Rolf Froböse, Michael Gross (Translator): Lust and Love: Is it more than Chemistry? Publisher: Royal Society of Chemistry, ISBN 978-0-85404-867-0, (2006).

## 外部連結
- Aphrodisiacs and Anti-aphrodisiacs: Three Essays on the Powers of Reproduction by John Davenport （页面存档备份，存于）.
- 金鎖固精丸 （页面存档备份，存于） 中藥方劑像數據庫  (香港浸會大學中醫藥學院) （中文）（英文）